# لهسته
لهسته (به لاتین: Lehtse) یک منطقهٔ مسکونی در استونی است که در دهستان تاپا واقع شده‌است. لهسته ۳۸۳ نفر جمعیت دارد.